# Ray Fisher

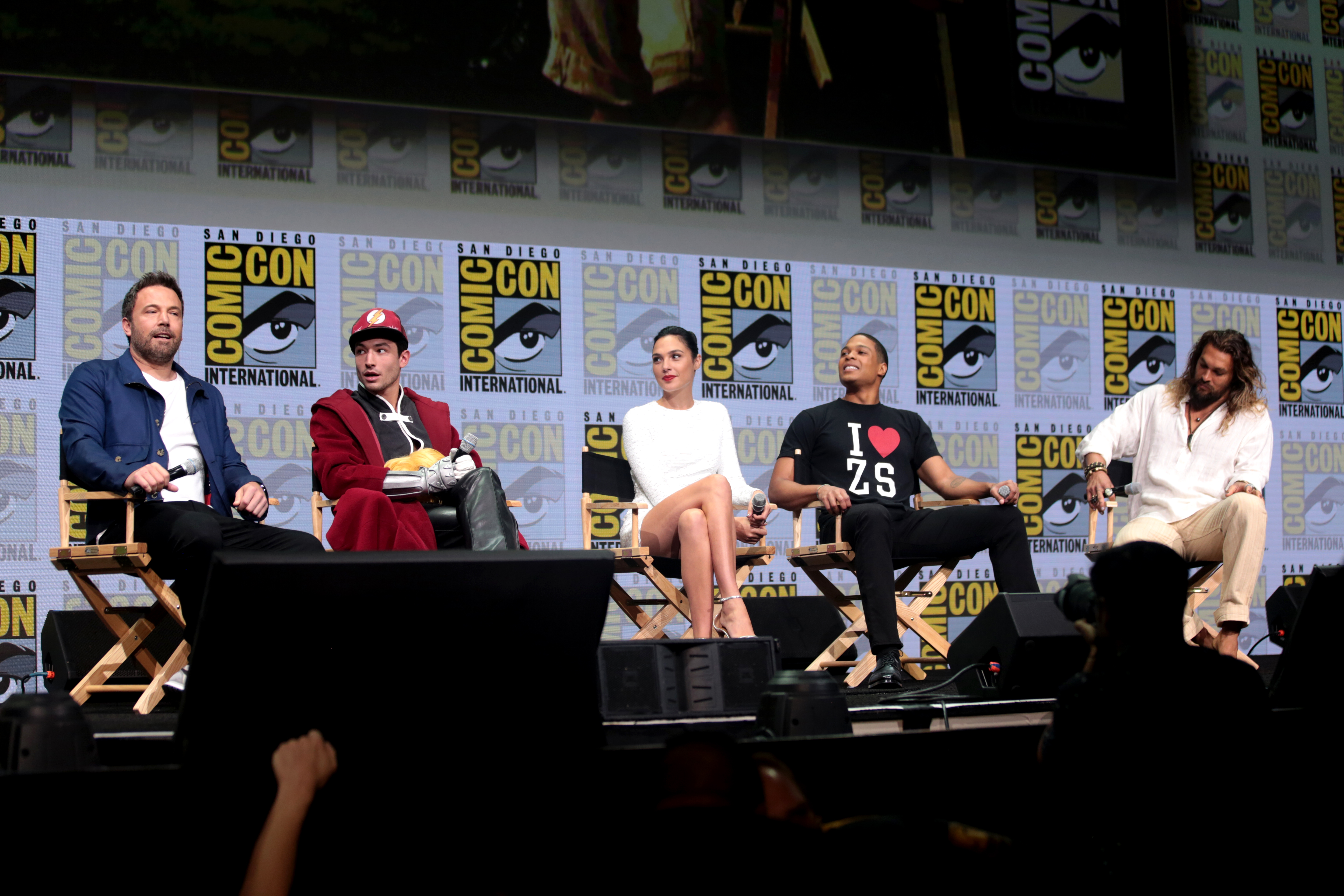
Ben Affleck, Ezra Miller, Gal Gadot, Ray Fisher i Jason Momoa - obsada Ligi Sprawiedliwości

Ray Fisher (ur. 8 września 1987 w Baltimore) – amerykański aktor. Odtwórca roli superbohatera Victora Stone’a / Cyborga w serii franczyzy DC Extended Universe, najpierw w epizodzie w filmie Batman v Superman: Świt sprawiedliwości (2016), a następnie w głównej roli w filmie Liga Sprawiedliwości (2017) i jego wersji reżyserskiej (2021).

## Życiorys

### Młodość
Urodził się w Baltimore w stanie Maryland. Dorastał w Lawnside w hrabstwie Camden w New Jersey, gdzie wychowywała go matka i babcia. Ma starszą siostrę Alexis. Uczęszczał do Haddon Heights High School. Będąc w liceum zaangażował się w teatr muzyczny dzięki swoim nauczycielom języka angielskiego i historii. Jego pierwsze występy sceniczne były w produkcjach musicali – Tajemnice lasu i Chłopaki i lalki. Studiował w Amerykańskiej Akademii Muzycznej i Dramatycznej.

### Kariera
Po udziale w spektaklu Zabić drozda w Teatrze Szekspirowskim w New Jersey, występował w sztukach Williama Shakespeare’a – Król Lear i Cymbelin. W 2009 zagrał tytułowego duńskiego księcia w Hamlecie w Teatrze Szekspirowskim w New Jersey. W 2013 przełomem w jego karierze okazała się rola Muhammada Alego w przedstawieniu off-Broadwayowskim Fetch Clay, Make Man. Po sukcesie scenicznym Ang Lee zaproponował Fisherowi zagranie tej samej roli w nadchodzącym filmie bokserskim. Fisher był jednym z kandydatów do roli Finna w filmie Gwiezdne wojny: Przebudzenie Mocy (2015), którą ostatecznie zagrał John Boyega.
W 2019 grał detektywa Henry’ego Haysa w trzecim sezonie serialu kryminalnego Detektyw.

## Filmografia

### Filmy
| Rok  | Tytuł                                   | Rola                  | Uwagi |
| ---- | --------------------------------------- | --------------------- | ----- |
| 2016 | Batman v Superman: Świt sprawiedliwości | Victor Stone / Cyborg | Cameo |
| 2017 | Liga Sprawiedliwości                    | Victor Stone / Cyborg |       |
| 2021 | Liga Sprawiedliwości Zacka Snydera      | Victor Stone / Cyborg |       |
| 2023 | Rebel Moon - część 1: Dziecko ognia     | Darrian Bloodaxe      |       |
| 2024 | Rebel Moon - część 2: Zadająca rany     | Darrian Bloodaxe      |       |

### Seriale
| Rok  | Tytuł                 | Rola          | Uwagi      |
| ---- | --------------------- | ------------- | ---------- |
| 2015 | Astronaut Wives Club  | Edward Dwight | 1 odc.     |
| 2019 | Detektyw              | Henry Hays    | gł. obsada |
| 2022 | Women of the Movement | Gene Mobley   | 4 odc.     |